# رضوان عجم
رضوان عجم هو لاعب كرة قدم سوري. يلعب في مركز الوسط.

## روابط خارجية
- رضوان عجم على موقع عالم كرة القدم.نت (الإنجليزية)